# Antiparasitikum
Als Antiparasitikum (Plural Antiparasitika) bezeichnet man Arzneistoffe, die gegen Endo- und Ektoparasiten eingesetzt werden. Mittel, die gegen beide Parasitengruppen eingesetzt werden, bezeichnet man auch als Endektozide.
Wirkstoffe gegen Ektoparasiten sind:
- Akarizide (gegen Milben)
- Insektizide (gegen Insekten)
- Repellentien (Insektenabwehrmittel)

Wirkstoffe gegen Endoparasiten sind:
- Anthelminthika (gegen Würmer)
- Antiprotozoika (gegen Einzeller)

## Einzelnachweis
1. ↑  Ivermectin macht Insektenstich für Malariamoskitos zum tödlichen Risiko. In: Deutsches Ärzteblatt, 29. März 2018, abgerufen am 2. April 2023.